# Roland Duchâtelet
Roland Duchâtelet (Merksem, 14 november 1946) is een Belgische ondernemer, politicus en voetbalbestuurder.

## Biografie
Duchâtelet studeerde af als burgerlijk ingenieur en licentiaat toegepaste economische wetenschappen aan de Katholieke Universiteit Leuven. 

Hij werkte in verschillende binnen- en buitenlandse bedrijven, in de financiële, de productie- en de ontwikkelingssector. Zo was hij van 1983 tot 1985 hoofd business management en sales manager bij microchipspecialist Mietec in Oudenaarde en van 1985 tot 1989 marketing manager bij de Duitse halfgeleiderfabrikant Elmos Semiconductor.

## Ondernemingswereld
Sinds 1989 is Duchâtelet actief als ondernemer. Samen met Rudi De Winter en Françoise Chombar richtte hij de holding Elex op, waarmee hij ging investeren en participeren in diverse bedrijven in de technologische sector en waarvan hij medezaakvoerder werd. In 1994 nam Elex Melexis over, dat micro-elektronische sensoren ontwikkelt en waar Duchâtelet niet-uitvoerend directeur werd. In 2007 kwam het bedrijf Fremach, dat componenten voor de auto-industrie ontwikkelt, in handen van de holding, net als halfgeleiderfabrikant X-FAB in 1999. In beide bedrijven werd Duchâtelet gedelegeerd bestuurder. Van 1998 tot 2016 was de holding tevens hoofdaandeelhouder van elektronicafabrikant Epiq. Daarnaast was Duchâtelet van 1999 tot 2008 directeur bij de Amerikaanse halfgeleiderfabrikant Catalyst Semiconductor Inc..
Vanaf 2000 investeerde hij in verschillende kanalen op het internet, zoals TVLokaal.com, Stoorzender.be, AdValvas, Sport.be, Place.to.be en Femistyle.be. In 2003 nam hij de site Politics.info over van Jurgen Verstrepen.

## Politiek
In 1993 werd hij gesensibiliseerd door een oproep om na te denken over de reorganisatie van de Belgische maatschappij, gezien de werkloosheid steeg en de financiering van de sociale zekerheid in gevaar kwam. Hij schreef dat jaar het boek NV België, verslag aan de aandeelhouders, dat begin 1994 uitkwam en tien weken lang op de top tien van de niet-fictieboeken stond. Hij pleitte erin voor een economisch en politiek transparant België, waarin duurzame ontwikkeling prioriteit had binnen een geglobaliseerde wereldeconomie.
In 1995 vroeg Louis Standaert, de oprichter van de nieuwe politieke partij BANAAN, hem of ze zijn boek mochten gebruiken als politiek programma, waar hij akkoord mee ging. Deze partij droeg zijn idealen uit als een basisinkomen voor iedere volwassene, meer buurteconomie en verschuiving van de belasting op arbeid naar op verbruik, hetgeen de werkgelegenheid, de producenten en het milieu ten goede zou komen. Bij de federale verkiezingen in 1995 wist deze partij echter slechts een procent van de stemmen te bemachtigen.
In 1997 richtte Duchâtelet Vivant op, een sociaal-liberale partij, of zoals hij zelf zei: "een beweging", die in alle gewesten en taalgemeenschappen aan de verkiezingen deelnam. De beweging ijverde ervoor om de arbeidsmarkt en de sociale zekerheid aan te passen aan de geglobaliseerde wereldmarkt en de groeiende diensteneconomie.
In 2003 daagde hij Johan Vande Lanotte voor de rechtbank wegens het verspreiden van valse informatie en zelfs valsheid in geschrifte vanwege diens uitspraken over het Zilverfonds.
In 2004 ging Vivant een kartel aan met de liberale partij VLD en publiceerde Duchâtelet zijn tweede boek, De weg naar meer netto binnenlands geluk. In 2007 ging de Nederlandstalige afdeling van Vivant op in de Open Vld. Voor deze partij zetelde Duchâtelet van 2007 tot 2010 als rechtstreeks gekozen senator in de Senaat, waar hij vanwege zijn achtergrond als ondernemer zitting had in de commissie Financiën en Economische Aangelegenheden. In 2010 werd hij vanop de voorlaatste plaats van de Open Vld-Senaatslijst niet herkozen.
Begin 2008 kwam de politicus-ondernemer in het nieuws door de idee te lanceren om het Brussels Hoofdstedelijk Gewest uit te breiden met Waals- en Vlaams-Brabant. Zonder iets over het taalgebruik te zeggen, pleitte hij ervoor om er één groot stadsgewest van te maken zodat Brussel de echte hoofdstad van Europa kon worden.
In oktober 2006 werd Duchâtelet verkozen tot gemeenteraadslid van Sint-Truiden. Hij was er van 2007 tot 2012 eerste schepen met als bevoegdheden financiën, mobiliteit, stadskernvernieuwing, personeel, Brustem Industriepark en wonen. Bij de gemeenteraadsverkiezingen in 2012 raakte Duchâtelet herkozen in de gemeenteraad, maar hij besloot zijn zetel niet op te nemen en te stoppen met politiek.

## Voetbal
Roland Duchâtelet kwam in 1999 in het voetbal terecht als sponsor van Eerste Klasse-voetbalclub STVV, die hij in 2004 overnam. Hij bleef voorzitter van de voetbalclub in 2011.
Op 23 juni 2011 kocht Duchatelet voetbalclub Standard Luik, waarvan hij tot in 2015 de voorzitter bleef.
In december 2013 kocht Duchatelet het Duitse FC Carl Zeiss Jena en in januari 2014 het Engelse Charlton Athletic FC en het Spaanse AD Alcorcón.
Zijn zoon Roderick is voorzitter van de Hongaarse ploeg Újpest FC.
In de RTBF-documentaire ‘Le milieu du terrain’ van 29 september 2021 beschuldigde Duchatelet als ex-voorzitter van Standard, de ex-voetballers Ilombe Mboyo en Anthony Vanden Borre openlijk van wedstrijdvervalsing tijdens de play-offs van het seizoen 2013-2014. Vanden Borre, toen actief bij Anderlecht, zou volgens de Duchatelet luxe-horloges van de controversiële spelersmakelaar Mogi Bayat hebben uitgedeeld aan enkele ex-ploegmaats van Genk met de bedoeling dat ze zich zouden inhouden in de wedstrijd tegen Anderlecht. Nog volgens de Standard-praeses, van de malversaties op de hoogte gebracht door ondervoorzitter Bruno Venanzi, zou ook Mboyo, toen onder contract bij RC Genk en een goede vriend van Vanden Borre, horloges hebben uitgedeeld aan zijn ploegmaats bij RC Genk om hen extra te motiveren in een wedstrijd tegen Club Brugge. Door deze vermeende collusie zou Anderlecht, dat met een achterstand van tien punten aan de play-offs was begonnen, bevoordeeld worden ten nadele van competitieleider Standard dat uiteindelijk nipt werd ingehaald door Anderlecht.
In februari 2022 legde Duchâtelet officieel klacht neer tegen Anderlecht, Racing Genk, Anthony Vanden Borre, Ilombe Mboyo en een niet bij naam genoemde makelaar. Zij ontkenden met klem elke vorm van betrokkenheid bij wedstrijdmanipulatie. In 2023 achtte het gerecht noch de voetbalcel de feiten bewezen. Na een klacht van Mboyo wegens laster en eerroof wordt Duchatelet in mei 2025 doorverwezen naar de Brusselse correctionele rechtbank voor lasterlijke aantijgingen.

## Wetenswaardigheden
In de film La vie politique des Belges (2002) van Jan Bucquoy is Duchâtelet met Vivant in 1999 op verkiezingscampagne te zien.

## Privé
Sinds midden jaren 1990 is hij de levensgezel van Marieke Höfte, met wie hij twee dochters kreeg. Hij heeft ook vier kinderen, waaronder voetbalbestuurder Roderick Duchâtelet, uit een vorig huwelijk.